# Stari Ras
Stari Ras także Ras – pierwsza stolica wczesnośredniowiecznego państwa serbskiego Raszki.
Miasto, położone przy zbiegu rzek Raška i Ibar, usytuowane było niedaleko granicy z Cesarstwem Bizantyńskim, co zapewniało dogodną pozycję do wymiany handlowej. Ras pozostawał głównym ośrodkiem państwa serbskiego do XIV wieku, kiedy to Milutin przeniósł stolicę do Skopje.
Do dziś zachowały się następujące budowle:
- twierdza Gradina z IX w.
- cerkiew św. Piotra z IX w. – świątynia wzniesiona w miejscu dawnego cmentarza Ilirów i bazyliki wczesnochrześcijańskiej, na planie koła z czterema apsydami, przykryty kopułą opartą na czterech filarach, wnętrza zdobią XIII-wieczne freski; siedziba biskupa Raški
- Đurđevi stupovi z XII w. – monaster ufundowany przez wielkiego żupana Raszki Stefan Nemanię, łączy style romański i bizantyjski, obecnie w częściowej ruinie
- Sopoćani – monaster ufundowany przez króla Stefana Uroša I, wzniesiony w 1260, wnętrza zdobią freski w stylu bizantyjskim